# Coccoloba salicifolia
Coccoloba salicifolia är en slideväxtart som beskrevs av Hugh Algernon Weddell. Coccoloba salicifolia ingår i släktet Coccoloba och familjen slideväxter. Inga underarter finns listade i Catalogue of Life.